# Jan Chudý
Jan Chudý (* 20. listopadu 1972) je bývalý český fotbalista.

## Fotbalová kariéra
V české lize hrál za FC Union Cheb a SK Sigma Olomouc. Nastoupil ve 2 utkáních. Ve druhé lize hrál za Ústí nad Labem a FC Vítkovice, nastoupil v 69 utkáních a dal 8 gólů.

## Ligová bilance
| Ročník                          | Zápasy | Góly | Klub             |
| ------------------------------- | ------ | ---- | ---------------- |
| 1. česká fotbalová liga 1993/94 | 1      | 0    | SKP Union Cheb   |
| 1. česká fotbalová liga 1993/94 | 1      | 0    | SK Sigma Olomouc |
| CELKEM                          | 2      | 0    |                  |